# El Lagarto
El Lagarto är en ort i Mexiko.   Den ligger i kommunen Xilitla och delstaten San Luis Potosí, i den centrala delen av landet, 210 km norr om huvudstaden Mexico City. El Lagarto ligger 702 meter över havet och antalet invånare är 150.
Terrängen runt El Lagarto är bergig västerut, men österut är den kuperad. Terrängen runt El Lagarto sluttar österut. Runt El Lagarto är det ganska tätbefolkat, med 96 invånare per kvadratkilometer. Närmaste större samhälle är Villa Terrazas, 14,7 km nordost om El Lagarto. I omgivningarna runt El Lagarto växer i huvudsak städsegrön lövskog.